# Eugeniusz Kaczmarek
Eugeniusz Władysław Kaczmarek (ur. 20 września 1934 w Chludowie, zm. 23 marca 2008 we Wrocławiu) – lekarz, działacz społeczny, publicysta.

## Życiorys
Urodził się w Chludowie koło Poznania, gdzie spędził dzieciństwo i wczesną młodość. W 1957 przeniósł się z rodzicami do Kłodzka, gdzie ukończył szkołę średnią. W 1961 ukończył studia w Akademii Medycznej we Wrocławiu. Wcześniej już w 1959 był współorganizatorem i pierwszym przewodniczącym Koła Miłośników Kłodzka (do 1963), działającym przy Towarzystwie Rozwoju Ziem Zachodnich. W latach 1963–2008 prezes Towarzystwa Miłośników Ziemi Kłodzkiej oraz przewodniczący kolegium redakcyjnego „Rocznika Ziemi Kłodzkiej”.
Eugeniusz Kaczmarek był autorem, redaktorem i inicjatorem wielu okolicznościowych wydawnictw regionalnych, m.in.:
- Ziemia Kłodzka: rozwój, tradycje, problemy (1977),
- Kłodzko wczoraj, dziś, jutro (1979),
- Pierwsze dni, pierwsze lata (1995).

Ponadto był inicjatorem licznych imprez miejskich takich jak: Akcja Kłodzko i Dni Kłodzka, a także pomysłodawcą i jednym z inicjatorów ogólnopolskich spotkań literackich Kłodzkie Wiosny Poetyckie.
W latach 1968–1971 był dyrektorem Powiatowej Przychodni Lekarskiej, a następnie przez dwa kolejne lata dyrektorem Szpitala Rejonowego w Kłodzku. Od 1972 kierował Poradnią Konsultacyjno-Geriatryczną. W latach 1975–1992 był ordynatorem Oddziału Geriatrycznego kłodzkiego szpitala oraz inicjatorem i organizatorem Kłodzkich Dni Geriatrycznych, od 1993 kierownikiem Poradni Reumatologicznej. Zmarł w 2008 we wrocławskim szpitalu.
W 2003 został wyróżniony tytułem „Honorowego Obywatela Miasta Kłodzka”.